# Daigaku Nyūshi Center Shiken

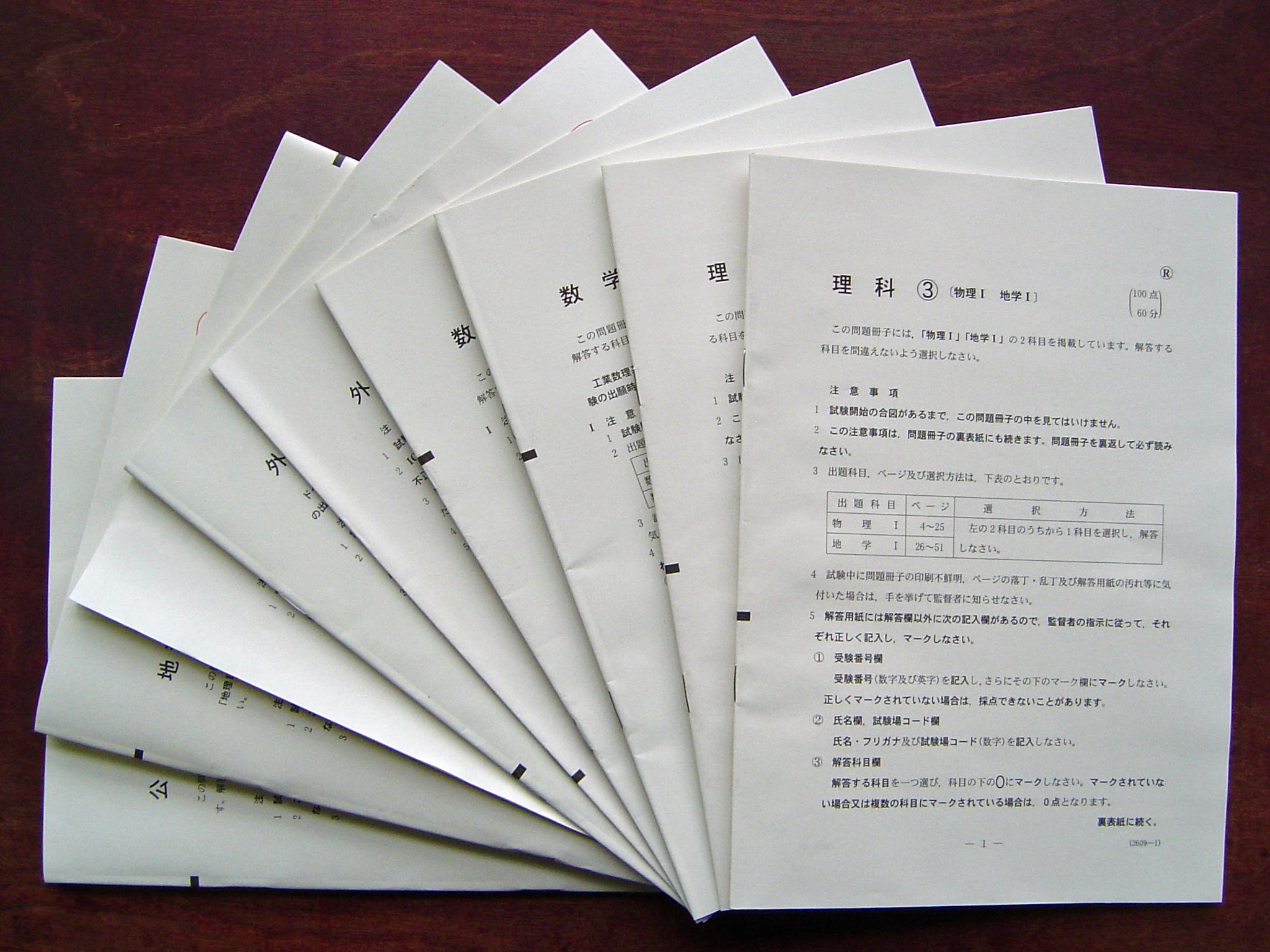
Folhetos das perguntas dadas aos candidatos em 2007.

O Exame do Centro Nacional de Admissão ao Ensino Superior (大学入試センター試験, Daigaku Nyūshi Sentā (Center) Shiken) é um exame uniformizado, utilizado pelas universidades nacionais públicas e privadas do Japão. É realizado anualmente em janeiro no período de dois dias.
O exame é realizado pelo Centro Nacional para o Ingresso ao Ensino Superior, uma instituição administrativa independente (IAI), e substituiu o exame comum da primeira fase (共通一次, kyōtsū ichiji), que foi gerido de 1979 até 1989, e permitia que as universidades privadas utilizassem os resultados dos exames como um critério para as decisões de admissão.
Em 2012, a prova foi realizada entre 14 e 15 de janeiro, tendo participando 555 500 alunos em setecentas e nove localidades japonesas.
Entre 19 de 20 de janeiro de 2014, participaram 560 672 candidatos em seiscentas e noventa e três instituições.

## Designação
O nome oficial da avaliação em japonês é Daigaku Nyugakusha Senbatsu Daigaku Nyushi Center Shiken (大学入学者選抜大学入試センター試験, Daigaku Nyūgakusha Senbatsu Daigaku Nyūshi Sentā Shiken, Exame do Centro Nacional de Admissão para Seleção de Candidatos ao Ensino Superior), mas esta designação é raramente usada. Também é chamada de Center Shiken (センター試験, Sentā Shiken, Exame do Centro), ou apenas Center (センター, Sentā, Centro) pelos examinandos e professores.